# واسا ۱۵۰۷
سیارک ۱۵۰۷ (به انگلیسی: 1507 Vaasa، نامگذاری:1939RD) هزار و پانصد و هفتمین سیارک کشف شده‌است که در ۱۲ سپتامبر ۱۹۳۹ کشف شد. نام آن بر اساس نام شهر واسا در فنلاند انتخاب شد.
قدر مطلق سیارک برابر ۱۲٫۹۰ است.